# Familia Doranita
Los Doranites (en griego: Δωρανίτες) fueron una aristocrática familia del Imperio de Trebisonda. La actividad de la familia Doranites había estado estrechamente vinculada a las luchas internas en el Imperio de Trebisonda, que estalló durante el reinado de Irene Paleóloga (1340-1341) y continuó atormentando y dividiendo el imperio hasta los primeros años del reinado de Alejo III Comneno (1349 - 1390). Sus relaciones con el trono imperial fueron restauradas durante el tercer trimestre del siglo XIV.